# Auf Flügeln des Gesanges (Mendelssohn)
Auf Flügeln des Gesanges (MWV K 86) ist ein Lied auf einen Heine-Text von Felix Mendelssohn Bartholdy. Es ist das zweite seiner „Sechs Gesänge mit Begleitung des Pianoforte“ (Opus 34, Nr. 2 / MWV SD 13, 1834). Es ist eine Vertonung des Gedichtes Auf Flügeln des Gesanges des deutschen romantischen Dichters Heinrich Heine (1797–1856), das 1827 in dessen Buch der Lieder veröffentlicht wurde. Franz Liszt bearbeitete die Vertonung des Heine-Gedichtes Auf Flügeln des Gesanges von Mendelssohn für Solo-Klavier. Auch Stephen Hellers (1813–1888) Klavierimprovisationen op. 67 liegt Auf Flügeln des Gesanges zugrunde. Der Liedtext wurde auch in viele andere Sprachen übersetzt.